# Bai Jie
Bai Jie (chinesisch 白潔 / 白洁, Pinyin Bái Jié; * 28. März 1972 in Zhangjiakou) ist eine ehemalige chinesische Fußballspielerin.

## Karriere

### Klub
Den größten Teil ihrer Karriere war sie bei Guangzhou Army aktiv. Von 2001 bis 2002 war sie danach in den USA Teil des Kaders des WUSA-Franchise Washington Freedom.

### Nationalmannschaft
Mit der chinesischen A-Nationalmannschaft nahm sie an der Weltmeisterschaft 1999 und 2003 teil. Bei der Qualifikation für letzteres erzielte sie in einem 12:0-Sieg mit ihrer Mannschaft über Indien insgesamt fünf Tore. Weiter war sie auch Teil der Mannschaft bei den Olympischen Sommerspielen 2000.